# いすたえこ
いすたえこは、北海道旭川市生まれのグラフィックデザイナー、アートディレクター。

## 来歴
いくつかのデザイン事務所を経て、デザインユニット NNNNY（えぬえぬえぬえぬわい）を結成。他のメンバーは伊藤ガビン、萩原慶、林洋介、マット・ファーゴなど。期間限定ショップ「PHYSICAL TEMPO」店長。□□□（クチロロ）の「CD」という作品のアートディレクションでTDC RGB賞受賞。

## 主な作品
- □□□（クチロロ）「CD」ジャケットデザイン
- □□□（クチロロ）「マンパワー」ジャケットデザイン
- □□□（クチロロ）「JAPANESE COUPLE」ジャケットデザイン
- 二階堂和美「にじみ」ジャケットデザイン
- ケツメイシ「LOVE LOVE Summer」ジャケットデザイン
- ケツメイシ「moyamoya/guruguru」ジャケットデザイン
- ケツメイシ「KETSUNOPOLIS 8」ジャケットデザイン
- ケツメイシ「月と太陽」ジャケットデザイン
- bómi「ビュティフォーEP」ジャケットデザイン
- シブカル祭。2012 渋谷PARCO アートディレクション / webデザイン